# Ethioterpia
Ethioterpia é um gênero de traça pertencente à família Arctiidae.